# Koldinghus Amt
Vejle Amt blev oprettet i 1793 af Koldinghus Amt, med de tre købstæder: Vejle, Kolding og Fredericia, og i 1799 blev Bjerre og Hatting Herreder fra Stjernholm Amt lagt til.

## Amtmænd
- 1746 – 1773: Ludwig Wilhelm von Bülow
- 1773 – 1793: Hans Dreyer de Hofman
- 1793-1796: Benjamin Georg Sporon